# Muhammad ibn Tughlaq
Muḥammad ibn Ṭughlāq, Principe Fakhr Malik Jawna Khān o Ulugh Khān (Delhi, 1290 circa – Sindh, 20 marzo 1351), è stato un Sultano di Delhi dal 1325 al 1351.
Era il figlio maggiore di Ghiyāth al-Dīn Ṭughlāq, fondatore della dinastia Ṭughlāq.
Sua moglie era figlia del Raja di Depalpur. Ghiyāth al-Dīn inviò nel 1121 il giovane Muḥammad nel Deccān per combattere il re Prataparudra della dinastia Kakatiya, la cui capitale era Warangal, e ad assediare Warangal (1323). Muhammad salì sul trono sultanale di Delhi alla morte del padre nel 1325.
Era interessato alla medicina ed era versato in diverse lingue: persiano, arabo, turco e sanscrito. Ibn Battuta, il noto viaggiatore e giurista originario del Maghreb al-Aqsa, fu ospite alla sua corte e scrisse in merito al suo governo nel suo libro della Riḥla. Dalla sua salita al trono nel 1325 fino alla sua morte nel 1351, Muḥammad affrontò ventidue rivolte perseguendo la sua politica efficace e spietata.

## Gioventù
Muḥammad ibn Ṭughlāq era figlio di Ghiyāth al-Dīn Ṭughlāq, a sua volta figlio di uno schiavo turco e di una concubina Hindu indiana, che fu il fondatore della dinastia Tughlaq dopo avere assunto il controllo del Sultanato di Delhi.
Sua madre era conosciuta per il suo titolo di Makhdūma-i Jahān (Signora del mondo), per la sua filantropia che l'aveva portata a fondare diversi ospedali.

## Regno
Muḥammad ibn Ṭughlāq (Jawna Khān) salì al trono dopo la morte del padre. Malgrado le sue intenzioni di circondarsi di uomini di cultura a corte e di avviare nuove politiche, rimase deluso dai risultati conseguiti e fallì in molte sue iniziative. Fronteggiò gli attacchi dei Mongoli, affrontando dissensi nella sua stessa cerchia ed estese ribellioni di numerose popolazioni all'interno del suo dominio.
Nello sforzo di fronteggiare i problemi comportati dalla crescita del suo Sultanato, tentò di trasferire la sua capitale da Delhi a Devagiri, nel Maharashtra, che sperava potesse avvantaggiarlo a causa della sua posizione geografica maggiormente centrale, ma essa si rivelò una decisione disastrosa, oltre che assai costosa.

### Annessioni
Dopo la morte del padre Ghiyath al-Din Tughlaq Muḥammad ibn Ṭughlāq ascese al trono di Delhi nel febbraio del 1325. A differenza dei Khalji che non annettevano di norma i reami conquistati, egli mirava invece ad attuare una politica di annessioni al suo sultanato. Durante il suo governo conquistò Warangal (oggi Telangana), Malabar e Madurai (Tamil Nadu), e aree fino all'odierna punta meridionale dello Stato indiano del Karnataka. Nei territori conquistati Muḥammad ibn Ṭughlāq creò un gruppo di funzionari delle entrate per valutare gli aspetti finanziari delle relative aree. I loro resoconti aiutavano sensibilmente l'opera di revisione spettante al visir.

### Trasferimento della capitale
Nel 1327 Muḥammad dette ordine di trasferire la sua capitale da Delhi a Dawlatābād (oggi nell'area metropolitana di Delhi). Egli affermò che ciò lo avrebbe aiutato a stabilire un miglior controllo della fertile regione dell'altopiano del Deccan e a creare una capitale più facilmente accessibile, dal momento che la sua signoria s'era ampliata nelle regioni indiane del meridione. Egli pensava anche che ciò lo avrebbe protetto dall'invasione dei Mongoli in India, principalmente rivolte contro Delhi e le regioni dell'India settentrionali. Muḥammad ibn Ṭughlāq stesso aveva trascorso molto tempo da principe in campagne militari contro il Sud indiano durante il regno paterno e la posizione geografica di Dawlatābād era in effetti maggiormente indicata per le sue necessità.
Tutto fu predisposto per agevolare il trasferimento di chi doveva recarsi a Dawlatābād, anche se si crede che l'operazione non riscuotesse consensi tra la popolazione di Delhi. La cosa indispose il sultano, che impartì ordini a tutti di emigrare a Dawlatābād con le loro famiglie. Ibn Battuta conferma che si ricorse per ciò alla forza. Lo storico del XVI secolo Ḍiyāʾ al-Dīn Baranī osservò:
"Senza consultarsi o soppesare i pro e i contro, egli causò la rovina di Delhi, che per 170-180 anni era cresciuta e aveva prosperato, rivaleggiando con Baghdad e Il Cairo. La città, con i suoi palazzi, i suoi suburbi e i suoi villaggi si estendeva per 4-5 leghe: tutto ciò fu distrutto (i.e., abbandonato). Né un gatto né un cane fu lasciato sul posto."
Un'ampia strada fu costruita per l'occasione. Alberi ombrosi furono piantati a entrambi i lati della strada e il sultano fece costruire stazioni a distanza di ogni due miglia. Rifornimenti di cibo e acqua furono predisposti colà e messi a disposizione. Muḥammad ibn Ṭughlāq dispose che vi fosse una khānqā in ogni stazione, dove fu insediato almeno un santone sufi. Un regolare servizio postale fu istituito tra Delhi e Dawlatābād. Nel 1329 anche sua madre giunse a Dawlatābād, accompagnata dai nobili. All'incirca in quell'anno, Muḥammad ibn Ṭughlāq convocò tutti gli schiavi, i nobili, la servitù, gli ulema e i sufi nella nuova capitale. Essa era divisa in comparti chiamati mohalla, con quartieri separati per categorie, come soldati, poeti, giudici, nobili. Garanzie furono date dal sultano agli immigrati. Anche se molti cittadini immigrarono in città, non nascosero però il loro dissenso. In quei frangenti molti morirono lungo il tragitto a causa della fame e delle fatiche. Comunque anche le monete fatte coniare dal sultano verso il 1333 mostrano che Dawlatābād era "la seconda capitale".
Tuttavia nel 1334 ci fu una rivolta in Mabar. Mentre era impegnato a sopprimerla scoppiò un'epidemia di peste bubbonica a Bidar, che infettò e fece ammalare lo stesso Muḥammad ibn Ṭughlāq e uccise molti suoi soldati. Mentre egli si ritirava a Dawlatābād, Mabar e Dwarsamudra si sottrassero al controllo del Sultano. A ciò seguì una insurrezione in Bengala. Temendo che le frontiere settentrionali del sultanato fossero esposte ad attacchi, nel 1335 egli decise di riportare la sua capitale a Delhi, acconsentendo al ritorno nella loro città d'origine ai cittadini.

### Spedizioni fallite
Dopo la morte di Genghis Khan una linea di suoi discendenti, il Khanato Chagatai, governava il Turkistan e la Transoxiana e un'altra branca di Hulagu Khan aveva conquistato l'attuale Iran e l'Iraq. Tuttavia, al tempo di Muḥammad ibn Ṭughlāq, entrambe le dinastie erano in declino, in condizioni instabili la Transoxiana dopo la morte di Tarmashirin. Per questo il sultano aveva l'ambizione di annettere questi Paesi.
Muḥammad ibn Ṭughlāq levò un esercito superiore forse a 3 700 000 effettivi nel 1329. Ḍiyāʾ al-Dīn Baranī scrisse che Muḥammad ibn Ṭughlāq non si premurò di sondare il grado di preparazione dei guerrieri o l'addestramento dei cavalli. Ai soldati fu assegnato un anno di paga anticipata e, dopo essere rimasto inattivo per un anno, il Sultano ebbe difficoltà a pagarli di nuovo. Quindi egli decise di congedarli nel 1329.
Nel 1333 Muḥammad ibn Ṭughlāq condusse la spedizione di Qarachil nella regione di Kullu-Kangra, oggi Himachal Pradesh, in India. Storici come ʿAbd al-Qādir Badaʾūnī e Ferishta scrissero che Muḥammad ibn Ṭughlāq inizialmente intendeva attraversare l'Himalaya e invadere la Cina ma che dovette fronteggiare resistenze locali in Himachal Pradesh. Il suo esercito non fu in grado di combattere sulle alture e fu sconfitto dal regno Hindu Katoch di Kangra, e quasi 10 000 soldati perirono, costringendo il Sultano a ritirarsi.

## Collasso dell'impero
Il sultano Muḥammad ibn Ṭughlāq morì nel 1351 lungo la via per Thatta (Sindh) mentre era in campagna militare contro Taghi, uno schiavo turco. 
Fu durante il suo regno che il sultanato turco di Delhi collassò per due ordini di ragioni. Una era legata ai Rajput, comandati da Hammir Singh di Mewar, e l'altra era legata all'Impero di Vijayanagara e a Bukka, nel meridione dell'India.

Tutti costoro furono in grado di infliggere perdite umilianti agli eserciti sultanali, causando il crollo dell'impero di Delhi. Mentre nel 1336 Rana Hammir Singh liberava lo strategico Rajputana in seguito alla sua vittoria nella battaglia di Singoli, Harihara e Bukka crearono un nuovo impero, chiamato impero Vijayanagara, sconfiggendo dapprima e mettendo infine termine al sultanato di Madurai, che aveva governato la maggior parte dell'India meridionale per conto del sultanato di Delhi, facendo così rivivere la prosperità dell'era di Sangam nell'India del sud. Numerosi altri signori dell'India meridionale, come Musunuri Kapaya Nayaka (r. 1333–1368), contribuirono inoltre alla rovina del Sultanato turco di Delhi. Ai guai di Muḥammad ibn Ṭughlāq si aggiunsero quelli dei suoi generali che si ribellarono a lui. Uno di essi avrebbe creato il sultanato di Bahman in Deccan.. Anche se le dinastie sultanali che sorsero dopo Muḥammad ibn Ṭughlāq effettuarono le loro campagne militari al di fuori di Delhi, esse governarono l'India settentrionale, estendendosi fino ai giorni nostri negli attuali Pakistan e Afghanistan.

## Numismatica

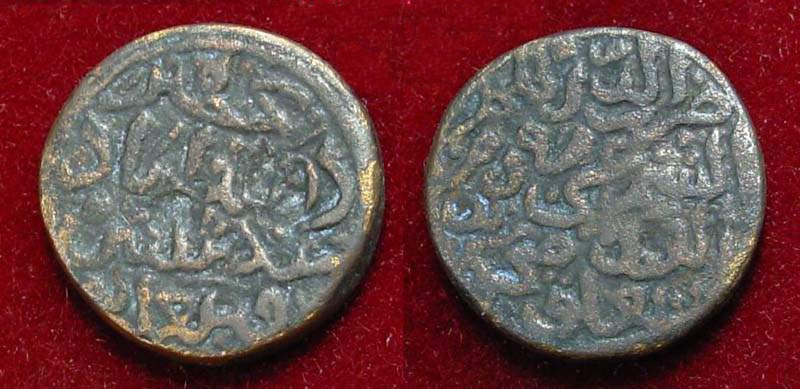
Moneta sostitutiva "forzata"

Lo storico Ishwari Prasad scrive che differenti monete di diversa forma e dimensioni furono prodotte dalle zecche, cui facevano difetto qualità artistica, di fattura e di finitura. Nel 1330, dopo la sua fallita spedizione a Deogiri, egli fece emettere monete sostitutive; cioè furono coniate monete di ottone e rame, assegnando loro un valore ufficiale uguale a quelle d'oro e d'argento. Lo storico Ḍiyāʾ al-Dīn Baranī affermò che questo provvedimento fu assunto da Muḥammad ibn Ṭughlāq che voleva annettere tutte le aree spopolate del mondo per le quali il suo tesoro doveva provvedere a pagare i soldati dell'esercito. Baranī scrisse anche che il tesoro del Sultano era stato dissanguato dalla sua prodigalità nel concedere doni e ricompense in oro. 

L'esperimento monetario fallì perché, secondo Baranī, "la casa di ogni Hindu divenne una zecca". Durante il suo governo, molti dei suoi sudditi Hindu erano fabbri, in grado di creare monete. Nelle aree rurali, funzionari come i Muqāddām pagavano in monete d'ottone e rame e usavano le stesse monete per acquistare armi e cavalli. Come risultato, il valore delle monete crollò e, come dice Satish Chandra, le monete divennero "inutili come le pietre". Ciò rovinò anche i traffici e i commerci. La valuta corrente prodotta recava iscrizioni al posto del sigillo sultanale e i cittadini di conseguenza non potevano distinguere il nuovo falsificato dal vecchio. L'uso di questa moneta fasulla finì nel 1333, visto che Ibn Baṭṭūṭa, giunto a Delhi nel 1334, non menziona quel tipo di valuta.

## Politica religiosa
Ibn Baṭṭūṭa ricorda che l'Imperatore della Cina della dinastia Yuan inviò un'ambasciata a Muḥammad ibn Ṭughlāq per la ricostruzione del tempio saccheggiato a Sambhal. Gli inviati ricevettero però un rifiuto, motivato dal fatto che solo a coloro che vivevano in un territorio musulmano e pagavano la jizya potev essere consentito di restaurare un tempio. Suo figlio e successore, Fīrūz Shāh Ṭughlāq, affermò che prima del suo governo era stato consentito di restaurare templi idolatrici, in spregio alla Sharīʿa.

## Personalità
Muḥammad ibn Ṭughlāq era un musulmano praticante, che assolveva quotidianamente all'obbligo canonico delle cinque preghiere e che digiunava durante il mese lunare di Ramaḍān. Secondo lo studioso britannico del XIX secolo, Stanley Lane-Poole, i suoi cortigiani lo salutavano come un "uomo di scienza", visti i suoi interessi filosofici, medici, matematici, religiosi, della lingua persiana e della lingua urdu, specialmente della loro poesia. Nel suo "Medieval India", "era perfetto culture delle discipline umanistiche del suo tempo, uno studioso versato nella poesia persiana... un maestro di stile, magistralmente eloquente in un'età in cui la retorica era grandemente apprezzata, un filosofo versato nella Logica e nella metafisica greca, con il quale gli studiosi temevano di discutere, un matematico e un amante della scienza".
Baranī ha scritto che Muḥammad ibn Ṭughlāq voleva che la tradizione della nubuwwa (profezia) fosse coltivata nel suo regno. Per quanto non credesse nel Sufismo, Chandra sostiene che egli rispettava i Sufi, cosa resa evidente dalla costruzione che egli volle del mausoleo dedicato al grande Niẓām al-Dīn Awliyāʾ a Nizamuddin Dargah. 

I suoi critici lo hanno definito di natura frettolosa, a causa del gran numero di fallimenti dei suoi esperimenti, dovute a una mancanza di preparazione. Ibn Baṭṭūṭa ha anche scritto che egli faceva quasi esclusivamente affidamento sul suo giudizio e che raramente chiedeva consigli ad altri. Fu anche criticato per gli eccessivi donativi elargiti e per le crudeli punizioni talvolta comminate. Si dice che restituisse il triplo a chi gli aveva fatto un regalo, per dimostrare la sua superiorità.